# Jewgienij Żerbajew
Jewgienij Aleksandrowicz Żerbajew (ros. Евгений Александрович Жербаев; ur. 15 czerwca 1994) – rosyjski zapaśnik startujący w stylu wolnym. Brązowy medalista mistrzostw świata w 2021 roku. 
Mistrz Rosji w 2023; drugi w 2021; trzeci w 2015 i 2019 roku. Trzeci na ME U-23 w 2015 roku.